# برينت غروز
برينت غروز (بالإنجليزية: Brent Grose)‏ هو لاعب دوري الرغبي أسترالي، ولد في 11 سبتمبر 1979 في ولونغونغ في أستراليا.